# Furesjön (Kinnarumma socken, Västergötland)
Furesjön är en sjö i Borås kommun i Västergötland och ingår i Viskans huvudavrinningsområde. Sjön är 8 meter djup, har en yta på 0,028 kvadratkilometer och är belägen 134 meter över havet.